# Ectotrypa
Ectotrypa is een geslacht van rechtvleugeligen uit de familie krekels (Gryllidae). De wetenschappelijke naam van dit geslacht is voor het eerst geldig gepubliceerd in 1874 door Saussure.

## Soorten
Het geslacht Ectotrypa omvat de volgende soorten:
- Ectotrypa anembatos Otte & Perez-Gelabert, 2009
- Ectotrypa apithanon Otte & Perez-Gelabert, 2009
- Ectotrypa arimae Leroy, 1969
- Ectotrypa brevis Rehn, 1905
- Ectotrypa eribombos Otte & Perez-Gelabert, 2009
- Ectotrypa jaiqui Otte & Perez-Gelabert, 2009
- Ectotrypa olmeca Saussure, 1874
- Ectotrypa procax Otte & Perez-Gelabert, 2009
- Ectotrypa repentina Rehn, 1930
- Ectotrypa veracruz Gorochov, 2011